# Uder
Uder é um município da Alemanha localizado no distrito de Eichsfeld, estado da Turíngia. Uder é a sede do Verwaltungsgemeinschaft de Uder.

## Demografia
Evolução da população (em 31 de dezembro):
| - 1994 - 2.513 - 1995 - 2.508 - 1996 - 2.556 - 1997 - 2.538 | - 1998 - 2.541 - 1999 - 2.575 - 2000 - 2.539 - 2001 - 2.541 | - 2002 - 2.540 - 2003 - 2.525 - 2004 - 2.539 |

Fonte: Datenquelle - Thüringer Landesamt für Statistik